# Mario Maslać
Mario Maslać (in serbo Марио Маслаћ?; Novi Sad, 9 settembre 1990) è un calciatore serbo, difensore del Foshan Nanshi.

## Carriera

### Club
Il 1º febbraio 2019 viene acquistato a titolo definitivo dalla squadra macedone del Belasica.

### Nazionale
Ha giocato nelle nazionali giovanili serbe Under-16 ed Under-21.